# ガーフレット寮の羊たち
『ガーフレット寮の羊たち』（ガーフレットはうすのひつじたち）は、もとなおこによる日本の漫画。『月刊プリンセス』（秋田書店）にて、2012年6月号から2015年11月号まで連載された。単行本は全6巻。

## 概要
1870年、イギリス。アーリントン家の男子は代々寄宿学校へと入ることになっており、一家の長男である少年アーネストは13歳になったため、ウィンザーの寄宿学校へと入学することになった。彼は1年先に入学したエヴァレット家の次男エドガーを頼り、不安と期待の入り混じった新生活が始まる……

## 登場人物

### ガーフレット寮
アーネスト・アーリントン
本作の主人公。ジェントリ階級の子息。金髪に菫色の瞳を持つ13歳の少年。幼馴染のキャサリンとケンカをしてしまったその翌日、パブリック・スクールであるウィンザー校に入学する。
エドガー・エヴァレット
伯爵家であるエヴァレット家の次男。アーネストの従兄。2学年。
アーサー・グッドウッド
ガーフレット寮の寮代表。
クライヴ・クラランス・レスターベリー
4学年で監督生。ミステリアスな魅力の青年。野心家な面があり次期寮代表の座を狙っている。アーネストのファグ・マスター。また、同作者のレディー・ヴィクトリアンに登場するマーティン卿その人である。
スタンリー
新入生。アーネストと同室。グッドウッドのファグ。石膏像のような美少年だが、アーネストら他の新入生たちとの関わりを避けようとする。
キャンベル
新入生。アーネストと同室。明るくやんちゃなムードメーカー。
シャンディ
新入生。アーネストと同室。内気だが心優しい少年。ヨーク出身。

## 単行本
- もとなおこ 『ガーフレット寮の羊たち』 秋田書店〈プリンセスコミックス〉、全6巻

1. 2012年11月16日発売[1]、ISBN 978-4-2532-7026-7
2. 2013年5月16日発売[2]、ISBN 978-4-2532-7027-4
3. 2014年2月14日発売[3]、ISBN 978-4-2532-7028-1
4. 2014年9月16日発売[4]、ISBN 978-4-2532-7029-8
5. 2015年6月16日発売[5]、ISBN 978-4-2532-7030-4
6. 2016年3月16日発売[6]、ISBN 978-4-2532-7031-1